# Мачутадзе, Паата
Паата Мачутадзе (груз. პაატა მაჭუტაძე; 21 апреля 1968) — советский и грузинский футболист, нападающий.

## Биография
Практически всю карьеру провёл в клубе «Динамо» (Батуми), в отдельных сезонах в начале 1990-х годов клуб назывался ФК «Батуми». В 1986—1989 году футболист вместе со своим клубом играл в первой лиге СССР, где сыграл 63 матча.
После выхода грузинских клубов из чемпионата СССР играл за «Батуми» в высшей лиге Грузии. В весеннем сезоне 1991 года выступал за «Мерцхали» (Озургети), затем вернулся в батумский клуб, где со временем стал ведущим форвардом. Становился серебряным (1997/98) и бронзовым (1996/97) призёром чемпионата страны; обладателем (1997/98) и финалистом (1992/93, 1994/95, 1995/96, 1996/97) Кубка Грузии. Неоднократно входил в топ-10 спора бомбардиров чемпионата. Становился лучшим бомбардиром батумского клуба в сезонах 1993/94 (19 голов), 1994/95 (19 голов), 1997/98 (15 голов), 1998/99 (11 голов). Принимал участие в играх еврокубков.
Всего в высшей лиге Грузии сыграл 282 матча и забил 106 голов, из них за батумский клуб — 274 матча и 104 гола. С учётом первенств СССР провёл за «Динамо» более 330 матчей.